# Ribeirão do Sul (ort)
Ribeirão do Sul är en ort i Brasilien.   Den ligger i kommunen Ribeirão do Sul och delstaten São Paulo, i den södra delen av landet, 800 km söder om huvudstaden Brasília. Ribeirão do Sul ligger 484 meter över havet och antalet invånare är 4 464.
Terrängen runt Ribeirão do Sul är platt. Närmaste större samhälle är Salto Grande, 13,2 km söder om Ribeirão do Sul.
Omgivningarna runt Ribeirão do Sul är huvudsakligen savann. Runt Ribeirão do Sul är det ganska tätbefolkat, med 230 invånare per kvadratkilometer.